# Jung Gun-joo
Dans ce nom coréen, le nom de famille, Jung, précède le nom personnel.
Jung Gun-joo, né le 26 mai 1995, est un acteur sud-coréen.
Il a joué dans plusieurs web-séries avant de faire ses premiers pas à la télévision. En 2019, il rejoint Blossom Entertainment et joue l'un des rôles principaux de la série Extraordinary You. 

## Filmographie
Télévision
- 2018 : Flower Ever After : Choi Woong
- 2018 : A-TEEN : élève-enseignant d'éducation physique
- 2018 : Should We Kiss First? : homme à l'aire de repos de l'autoroute
- 2018 : Fork You Boss 2 : un stagiaire
- 2018 :The Third Charm : MJ
- 2018 : WHY : Yeon Woo
- 2018 : Drama Special: The Tuna and the Dolphin : Joo Woo Jin
- 2019 : The Best Ending : Choi Woong[2]
- 2019 : Extraordinary You : Lee Dohwa
- 2020 : True Beauty : Ryu Hyeong Jin